# Macquartia plumbella
Macquartia plumbella är en tvåvingeart som beskrevs av Villeneuve 1942. Macquartia plumbella ingår i släktet Macquartia och familjen parasitflugor.
Artens utbredningsområde är Zimbabwe. Inga underarter finns listade i Catalogue of Life.